# فيليس فروست
فيليس فروست (بالإنجليزية: Phyllis Frost)‏ هي عاملة إجتماعية أسترالية، ولدت في 14 سبتمبر 1917 في Brighton, Victoria ‏ في أستراليا، وتوفيت في 30 أكتوبر 2004 في Nunawading, Victoria ‏ في أستراليا.